# Douglas William Freshfield
Douglas William Freshfield (Londra, 27 aprile 1845 – Forest Row, 9 febbraio 1934) è stato un alpinista inglese.

## Biografia
Douglas William era figlio unico di Henry Ray Freshfield proveniente da una dinastia di avvocati (a sua volta figlio del fondatore dello studio legale Freshfields Bruckhaus Deringer) ed esperto di finanza, della Banca d'Inghilterra e di Jane Freshfield, figlia di un parlamentare, pioniera dell'alpinismo e autrice di guide sul tema.
Fin da bambino trascorse periodi di vacanza in località montane nel Regno Unito e nelle Alpi Svizzere. Frequentò il collegio di Eton, e l'Università di Oxford dove si laureò in diritto civile e storia.
Nel 1863, con un tempo proibitivo tentò inutilmente la salita del Gran Paradiso, riuscì tuttavia a scalare il Monte Bianco. 
L'anno successivo, insieme agli alpinisti Walker, Beachcroft, Devouassoud e Delpero raggiunse l'inviolata cima della Presanella, sul massiccio dell'Adamello. Nel mese di luglio dell'anno seguente (1865) scalò l'Adamello.
Dal 1864 al 1874 trascorse numerose estati nelle valli del gruppo dell'Adamello e del Gruppo di Brenta. 
Nel 1869 sposò Auguste Charlotte Ritchie, la coppia ebbe quattro figli.
Nel 1875 pubblicò The Italian Alps ricco di annotazioni etnografiche e scientifiche. L'anno successivo dedicò 
il periodo estivo, insieme alla sua guida François Devouassoud, alle Alpi Apuane.
Fu l'ideatore nelle università sia di Cambridge che di Oxford delle cattedre di geografia orografica e di glaciologia epromotore - presso la Royal Geographical Society - di riconoscimenti ai benemeriti dell'esplorazione terrestre, riconoscimenti che si gloriarono dei nomi di Edward Whymper (1840-1911), di Joseph Dalton Hooker (1817-1911), del Duca degli Abruzzi (1873-1933), di William Martin Conway (1856-1937), e di altri.
I suoi viaggi lo portarono sia attraverso le Alpi e ma anche in Medio Oriente, dall'Egitto alla Palestina, in Turchia, Armenia, Persia, nel Caucaso dove (in compagnia di A. Moore e di C. Comyns Tucher) scalò l'Elbrus e il Kasbech.
Nel 1896 pubblicò "The Exploration of Caucasus" opera ricca di particolari topografici ignoti alle stesse "Carte ufficiali" dell'Istituto Geografico Russo, posta sul mercato a Londra dall'editore Edward Arnold con settanta fotoincisioni dell'operatore Vittorio Sella (1859-1943), che proprio per tale lavoro venne insignito dallo Zar Nicola II dell'onorificenza di Sant'Anna.
Nel 1899, ultracinquantenne si recò con Vittorio Sella, con un esperto dei luoghi, il professor E. J. Garwood, e con la sua guida fidata François Devouassoud nelle Indie, in Birmania, nell'isola di Ceylon, e nel Sikkim Himalaya dove portò a termine il primo periplo documentato del Kangchenjunga, che descrisse in "Round Kangchenjunga" del 1903, e che venne edita da Edward Arnold con il corredo fotografico di Vittorio Sella.
Nel 1905 mancò la sua guida François Devouassoud di Chamonix mentre Freshfield pianificava l'ascesa alla cima del Monte Ruwenzori nell'Africa Centrale che non gli riuscì a causa del maltempo, vi riuscì invece nel giugno del 1906, Luigi Amedeo di Savoia Aosta, Duca degli Abruzzi, al quale Freshfield inviò i suoi rallegramenti.
Negli ultimi anni di  vita compì numerosi viaggi che lo portarono a conquistare alcune cime giapponesi, altre statunitensi, altre ancora della Columbia Britannica, della Dalmazia, dell'Algeria, della Spagna pirenaica, con brevi soggiorni nel Nord Europa, in Grecia, in Corsica, nel Portogallo.
Del 1923 è la pubblicazione di "Below the Snow Line" 
Nel 1924 pubblicò, su commissione dell'Università di Ginevra, un'estesa biografia di Horace Benedict De Saussure, in seguito alla quale gli venne conferita la laurea honoris causa in letteratura.
Morì a Forest Row, nella Contea di Sussex, il 9 febbraio 1934.

### Riedizioni e pubblicazioni correlate
- Il Gran Sasso d'Italia dal The Alpine Journal 1878, Artemide Edizioni. ISBN 88-88643-22-2.
- Travels in the Central Caucasus and Bashan. Including Visits to Ararat and Tabreez and Ascents of Kazbek and Elbruz (replica dell'edizione del 1869 di Longmans, Green, and Co., London), Elibron Classics, 2000. ISBN 1402184484, ISBN 1402134673.
- The Exploration of the Caucasus (replica dell'edizione del 1902 di Edward Arnold, London), Elibron Classics, 2000. ISBN 140213391X (vol. 1) e ISBN 1402132980 (vol. 2)
- Round Kangchenjunga, Pilgrims Publishing, 2002. ISBN 8177690531
- Round Kangchenjunga: A Narrative of Mountain Travel and Exploration (ristampa), Delhi, India, 2002. ISBN 81-7341-221-9
- Ratti, Abate Achille (papa Pio XI), Climbs on Alpine Peaks, prefazione di D.W. Freshfield, T. Fisher Unwin Ltd., London, 1925.
- Morrow, Baiba e Morrow, Pat, Footsteps in the Clouds: Kangchenjunga a Century Later, Raincoast Books, 2000. ISBN 1551922266